# Llorente
Llorente é um município de  terceira classe de renda municipal (d) na província Samar Oriental, nas Filipinas. De acordo com o censo de 1 de maio  de  2020 possui uma população de 21 459 pessoas e 5 333 domicílios.